# Bare (film)
Bare è un film del 2015 diretto da Natalia Leite.
Pellicola statunitense con protagoniste Dianna Agron e Paz de la Huerta.
Il film, sceneggiato dalla stessa regista Natalia Leite che è figura anche tra i produttori, si è aggiudicato il premio quale miglior fotografia a Tobias Datum al Las Vegas International Film Festival del 2015.

## Trama
Sarah Barton vive in una piccola città nel deserto del Mojave con la madre, dove lavora come cassiera. Dopo che il reclamo di una collega le fa perdere il lavoro, incontra Pepper, una vagabonda che si è schiantata in un negozio di antiquariato di proprietà della sua famiglia. Incuriosita da Pepper, Sarah le permette di restare nel negozio finché non troverà un posto dove vivere. Sarah inizia a uscire con Pepper e viene coinvolta nello stile di vita festaiolo di Pepper, con grande fastidio del suo fidanzato, Haden, che non capisce perché abbia così poco tempo per lui. Haden le offre di trovarle un lavoro dove lavora lui e di farla stare con lui, ma lei rifiuta entrambe le offerte.
Durante un viaggio a Reno, Sarah segue Pepper mentre truffa un giocatore d'azzardo, così da fare dei soldi per giocare a blackjack. Dopo aver festeggiato le loro vincite, Pepper rivela di lavorare in uno strip club chiamato Blue Room come barista. Inizialmente Sarah accetta un lavoro in un fast food, ma poi prova a entrare nello strip club. Le spogliarelliste ridono quando Sarah afferma che Pepper è una barista. Una delle spogliarelliste dà a Sarah un campione gratuito di una droga non specificata (presumibilmente cocaina) e Sarah sale sul palco. Dopo che Sarah e Pepper hanno ingerito del peyote nel deserto, Pepper ammette che lo spogliarello crea dipendenza ed è difficile smettere, perché si guadagna bene. Le due donne si promettono l'un l'altra di smettere se anche l'altra lo farà. Quindi le due donne confessano la reciproca attrazione e fanno sesso per la prima volta.
Nel frattempo, Haden e gli altri amici di Sarah si preoccupano per lei, poiché ha tenuto nascosta loro la sua nuova vita. Sarah rompe con Haden, dicendogli che hanno preso direzioni diverse. Quando le altre spogliarelliste dicono a Sarah che Pepper ha lavorato in passato come reclutatrice e ha sedotto altre donne, Sarah si preoccupa di essere stata usata. Pepper inizialmente nega tutto, ma in seguito ammette di aver lavorato in passato come reclutatrice, ma nega di aver reclutato intenzionalmente Sarah o di averla usata. Dopo essersi riconciliate, Sarah insiste per pagare i debiti di Pepper in modo che possano scappare insieme e ricominciare da qualche altra parte.
Quando un uomo accusa Pepper di non aver saldato l'intero debito, scoppia una rissa allo strip club. Sarah intercede per Pepper, ma va nel panico quando vede Haden e un altro suo amico che stanno per entrare nel club. Mentre cerca di sgattaiolare via senza farsi notare, Haden la scopre e la rimprovera. Un poliziotto, attirato dal precedente tumulto, interrompe la scena e arresta Sarah per possesso di una sostanza illegale quando accidentalmente fa cadere diverse droghe. Scoperta sia come spogliarellista che come tossicodipendente, Sarah all'inizio tenta di tornare dalle sue amiche, ma queste si rivelano ostili nei suoi confronti. Dopo essersi offerta di ripagare sua madre per averla salvata lavorando al fast food a cui aveva fatto domanda in un primo tempo, le due si abbracciano in lacrime. Sarah dice a Pepper che si è stancata di quello stile di vita e che non può continuare, poiché è contrario ai suoi valori. Nel finale vediamo Sarah fare l'autostop fuori città da sola.

## Produzione
La regista Natalia Leite, per i ruoli principali di Sarah e Pepper, ha voluto nel cast donne disposte a comparire completamente nude davanti all'obiettivo.  La Leite ha dichiarato: "Volevo trovare due donne molto diverse tra loro per unire queste due energie contrastanti.".
Le riprese di Bare sono iniziate il 31 luglio e terminate il 23 agosto del 2014. Il film è stato girato ad Albuquerque e Moriarty, in Nuovo Messico, e a Reno, in Nevada.

## Distribuzione
Il film è stato presentato in anteprima mondiale al Tribeca Film Festival il 19 aprile 2015. IFC Films ha distribuito il film a partire dal 30 ottobre 2015, in un numero limitato di sale e in video on demand. A livello mondiale il film è stato distribuito da Myriad Pictures.

## Accoglienza
L'aggregatore di recensioni Rotten Tomatoes riporta il 56% dei sette critici intervistati hanno dato al film una recensione positiva. La valutazione media è di 5.9/10. Frank Scheck di The Hollywood Reporter ha scritto che "nella sua prima scena di nudo sullo schermo, Agron è piuttosto convincente nel ruolo di un personaggio nettamente diverso dalla cheerleader ambigua che interpreta in Glee, trasmettendo bene la ritrovata libertà sessuale e lo spirito d'avventura di Sarah". Ha inoltre affermato che de la Huerta era perfetta per il ruolo di Pepper, anche se il film ha una "trama banale". Katie Walsh di Los Angeles Times ha scritto che "la regista Natalia Leite porta un'intelligenza emotiva e una sensibilità a Bare che lo elevano al di sopra della sua premessa volgare da programma via cavo notturno su una ragazza di provincia che si lascia coinvolgere in una relazione lesbica ed esplora il mondo dello spogliarello". John Stewart di The Slanted ha scritto che "Il film è una meravigliosa partenza per Dianna Agron di Glee e la sua interpretazione con Paz De La Huerta sicuramente darà il via a molto altro lavoro in futuro per entrambe le stelle nascenti. Merita un elogio anche la scrittrice e regista del film Natalia Leite, una giovane donna che sta rapidamente consolidando il suo regno su drammi altamente stilizzati e sessualmente progressisti.".

## Riconoscimenti
- Las Vegas International Film Festival
  - 2015 - Miglior fotografia a Tobias Datum